# Festival Oude Muziek Utrecht
Le Festival Oude Muziek Utrecht (« Festival de musique ancienne d'Utrecht ») est un festival de musique ancienne qui se tient à Utrecht (Pays-Bas) tous les ans depuis 1982. Il a été qualifié de « doyen » des festivals de musique ancienne. 
Le festival est consacré à la musique ancienne au sens large (du Moyen Âge, de la Renaissance et de la période baroque), et la programmation compte environ cent cinquante concerts chaque année. Le site principal sur lequel les concerts ont lieu, est le complexe TivoliVredenburg (en).